# Eliezer Steinbarg
Eliezer Steinbarg (Shtaynbarg; n. 18 mai 1880, Lipcani, Basarabia, Imperiul Rus – d. 27 martie 1932, Cernăuți, România) a fost un profesor de limba idiș și poet și fabulist evreu din Basarabia.

## Biografie
S-a născut în orașul Lipcani, Basarabia și a lucrat ca  profesor de limba idiș în Basarabia și în Volinia. A început să scrie poezii în limba idiș în 1902, dar scrierile sale au fost publicate abia după moartea lui. El a predat limbile idiș și ebraică, a scris și a regizat piese de teatru pentru copii și a fost redactor al revistei Kultur, o publicație culturală în limba idiș. El a devenit o personalitate notabilă în domeniul culturii idiș din România, iar poeziile sale au fost recitate pe scară largă.
Prima sa operă publicată, Mesholim, era o carte de fabule care a apărut la scurtă vreme după moartea lui și a avut parte de succes comercial. Unele poezii ale lui Eliezer Steinbarg pot fi găsite în culegerea bilingvă The Jewish Book of Fables (2003), tradusă în engleză de Curt Leviant. A fost înmormântat în cimitirul evreiesc din Cernăuți. Societatea Culturală Evreiască Eliezer Steinbarg din Cernăuți este numită după el.

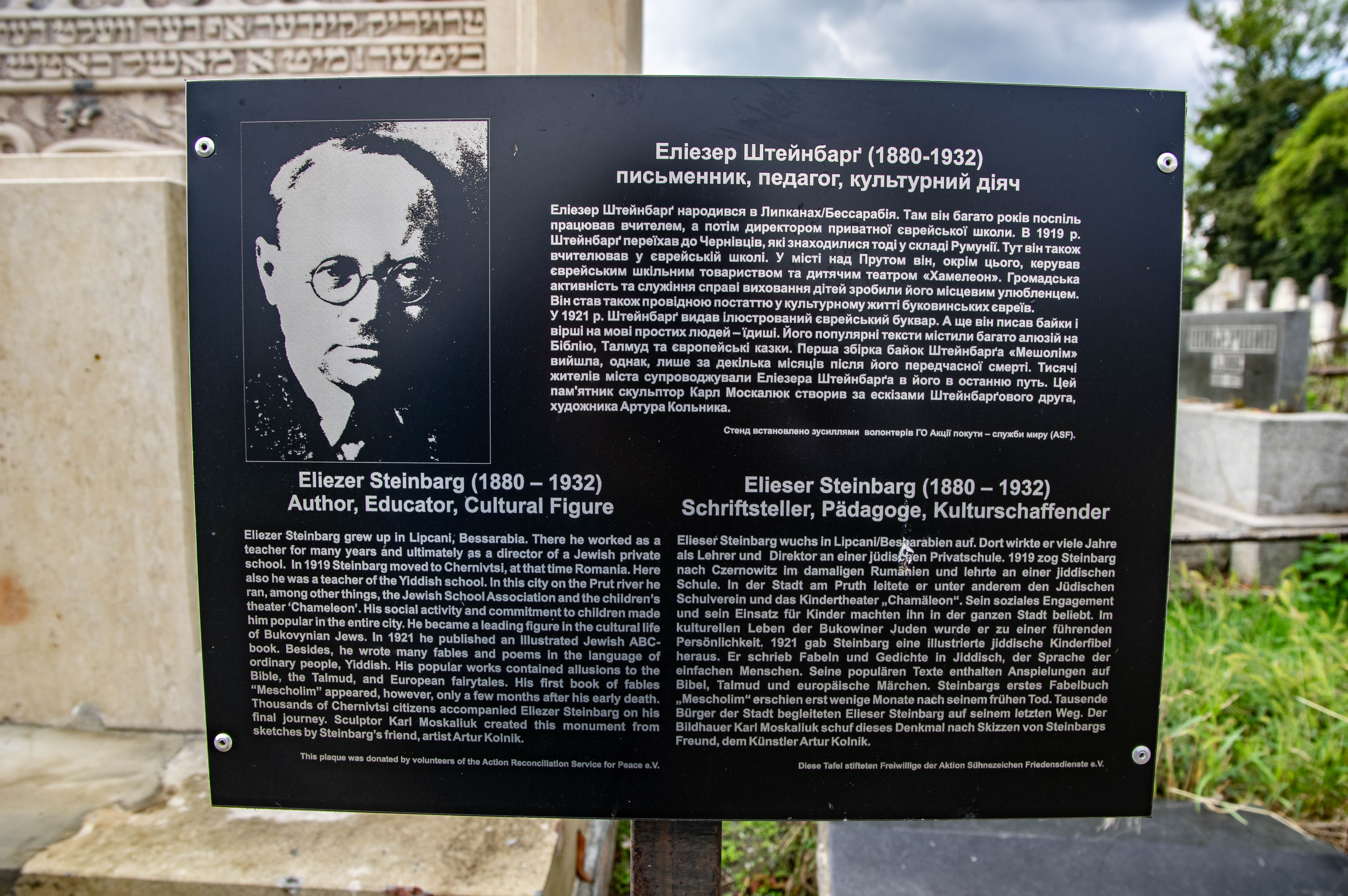
Placă memorială la Cimitirul din Cernăuți